# Ангелос Чанті
Ангелос Чанті (грец. Άγγελος Χαντί, нар. 7 вересня 1989, Піргос) — грецький та йорданський футболіст, що грав на позиції півзахисника.
Виступав, зокрема, за клуб «Ерготеліс», а також національну збірну Йорданії.

## Клубна кар'єра
Народився 7 вересня 1989 року в місті Піргос.
У дорослому футболі дебютував 2008 року виступами за команду «Тренчин», у якій провів один сезон, взявши участь в 11 матчах чемпіонату. 
Протягом 2010 року захищав кольори клубу «Олімпіакос Керсоніссос».
Своєю грою за останню команду привернув увагу представників тренерського штабу клубу «Ерготеліс», до складу якого приєднався 2010 року. Відіграв за іракліонський клуб наступні п'ять сезонів своєї ігрової кар'єри. Більшість часу, проведеного у складі «Ерготеліса», був основним гравцем команди.
Згодом з 2015 по 2023 рік грав у складі команд «Іракліс», ОФІ, «Аріс», «Аїттітос Спата», «Люфтерарі», «Кавала», «Ієрапетра», «Егалео» та «Панахаїкі».
Завершив ігрову кар'єру у команді «Альмірос Газіу».

## Виступи за збірну
У 2017 році дебютував в офіційних матчах у складі національної збірної Йорданії.
Загалом протягом кар'єри в національній команді, яка тривала 2 роки, провів у її формі 4 матчі.